# Iamonta
Iamonta è una città e comune del Madagascar situata nel distretto di Vondrozo, regione di Atsimo-Atsinanana. 
La popolazione del comune rilevata nel censimento 2001 era pari a 6 300 unità.